# Porto Rico nos Jogos Paralímpicos
Porto Rico participou pela primeira vez dos Jogos Paralímpicos em 1988, e enviou atletas para competirem em todos os Jogos Paralímpicos de Verão desde então. Por outro lado, o país nunca participou de uma edição dos Jogos Paralímpicos de Inverno.